# Ключ 187
Ключ 187 (иер. 馬) со значением «лошадь», 187 по порядку из 214 традиционного списка иероглифических ключей, используемых при написании иероглифов. Записывается 10 штрихами.
В словаре Канси под этим ключом содержится 472 иероглифа (из 49 030).

Вид ключа в Цзягувэнь
Вид ключа в Цзиньвэнь
Вид ключа в большой печати Чжуаньшу
Вид ключа в малой печати Чжуаньшу

## Примеры иероглифов
| Доп. черты | Традиционные                                                                                    | Упрощенные                          |
| ---------- | ----------------------------------------------------------------------------------------------- | ----------------------------------- |
| 0          | 馬                                                                                              | 马                                  |
| 2          | 䭴 馭 馮 馱                                                                                     | 驭                                  |
| 3          | 䭵 䭶 馯 馰 馲 馳 馴 馵                                                                         | 驮 驯 驰                            |
| 4          | 䭷 䭸 䭹 䭺 䭻 䭼 䭽 䭾 馶 馷 馸 馹 馺 馻 馼 馽 馾 馿 駀 駁 駂 駃 駄 駅 駆 駇                   | 驱 驲 驳 驴                         |
| 5          | 䭿 䮀 䮁 䮂 䮃 䮄 䮅 駈 駉 駊 駋 駌 駍 駎 駏 駐 駑 駒 駓 駔 駕 駖 駗 駘 駙 駚 駛 駜 駝 駞 駟 駠 | 驵 驶 驷 驸 驹 驺 驻 驼 驽 驾 驿 骀 |
| 6          | 䮆 䮇 䮈 䮉 䮊 䮋 䮌 䮍 䯃 駡 駢 駣 駤 駥 駦 駧 駨 駩 駪 駫 駬 駭 駮 駯 駰 駱 駲                | 骁 骂 骃 骄 骅 骆 骇 骈 骉 駱       |
| 7          | 䮎 䮏 䮐 䮑 䮒 䯄 駴 駵 駶 駷 駸 駹 駺 駻 駼 駽 駾 駿 騀 騁 騂 騃                               | 骊 骋 验 骍 骎 骏                   |
| 8          | 䮓 䮔 䮕 䮖 䮗 䮘 䮙 䮚 䮛 駳 騄 騅 騆 騇 騈 騉 騊 騋 騌 騍 騎 騏 騐 騑 騒 験                   | 骐 骑 骒 骓 骔 骕 骖                |
| 9          | 䮜 䮝 䮞 䮟 䮠 䮡 䮢 騔 騕 騖 騗 騘 騙 騚 騛 騜 騝 騞 騟 騠 騡 騢 騣 騤 騥 騦 騧 騨             | 骗 骘 骙 骚 骛                      |
| 10         | 䮣 䮤 䮥 䮦 䮧 䮨 䮩 䯅 騩 騪 騫 騬 騭 騮 騯 騰 騱 騲 騳 騴 騵 騶 騷 騸                         | 骜 骝 骞 骟                         |
| 11         | 䮪 䮫 䮬 䮭 䮮 䮯 䮰 䮱 騹 騺 騻 騼 騽 騾 騿 驀 驁 驂 驃 驄 驅 驆 驇                            | 骠 骡 骢                            |
| 12         | 䮲 䮳 䮴 䮵 䮶 驈 驉 驊 驋 驌 驍 驎 驏 驐 驑 驒 驓 驔 驕                                        | 骣                                  |
| 13         | 䮷 䮸 䮹 驖 驗 驘 驙 驚 驛 驜                                                                   |                                     |
| 14         | 䮺 䮻 䮼 驝 驞 驟                                                                               | 骤                                  |
| 15         | 䮽                                                                                              |                                     |
| 16         | 䮾 驠 驡 驢 驣                                                                                  | 骥                                  |
| 17         | 䮿 驤 驥 驦 驧                                                                                  | 骦 骧                               |
| 18         | 䯀 驨 驩                                                                                        |                                     |
| 19         | 䯁 驪 驪                                                                                        |                                     |
| 20         | 驫                                                                                              |                                     |
| 24         | 䯂                                                                                              |                                     |

- Примечание: Ваш браузер может отображать иероглифы неправильно.